# Can Tobella
Can Tobella és un edifici del municipi d'Esparreguera (Baix Llobregat) inclòs en l'Inventari del Patrimoni Arquitectònic de Catalunya. És una masia d'origen molt antic, documentada des del segle xiii i reformada en èpoques posteriors.

## Descripció
És una masia de planta basilical amb coberta a dues vessants i alguns edificis annexos al voltant. Consta de planta baixa, pis i golfes. Les obertures convinen l'arc de mig punt i allindanades. La façana està arrebissada i pintada excepte les pedres que emmarquen les obertures.